# Municipio de Halbert
El municipio de Halbert (en inglés: Halbert Township) es un municipio ubicado en el condado de Martin en el estado estadounidense de Indiana. En el año 2010 tenía una población de 1631 habitantes y una densidad poblacional de 12,03 personas por km².

## Geografía
El municipio de Halbert se encuentra ubicado en las coordenadas 38°39′00″N 86°44′7″O / 38.65000, -86.73528. Según la Oficina del Censo de los Estados Unidos, el municipio tiene una superficie total de 135.63 km², de la cual 134,48 km² corresponden a tierra firme y (0,85 %) 1,15 km² es agua.

## Demografía
Según el censo de 2010, había 1631 personas residiendo en el municipio de Halbert. La densidad de población era de 12,03 hab./km². De los 1631 habitantes, el municipio de Halbert estaba compuesto por el 98,65 % blancos, el 0,12 % eran afroamericanos, el 0,25 % eran amerindios, el 0,18 % eran asiáticos, el 0,06 % eran de otras razas y el 0,74 % eran de una mezcla de razas. Del total de la población el 0,8 % eran hispanos o latinos de cualquier raza.